# Umiikot ang Kapalaran
Umiikot ang Kapalaran é uma telenovela filipina produzida e exibida pela ABS-CBN, cuja transmissão ocorreu em 1988.